# Valuas (persoon)

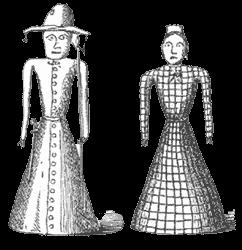
Valuas en zijn vrouw afgebeeld in 1754

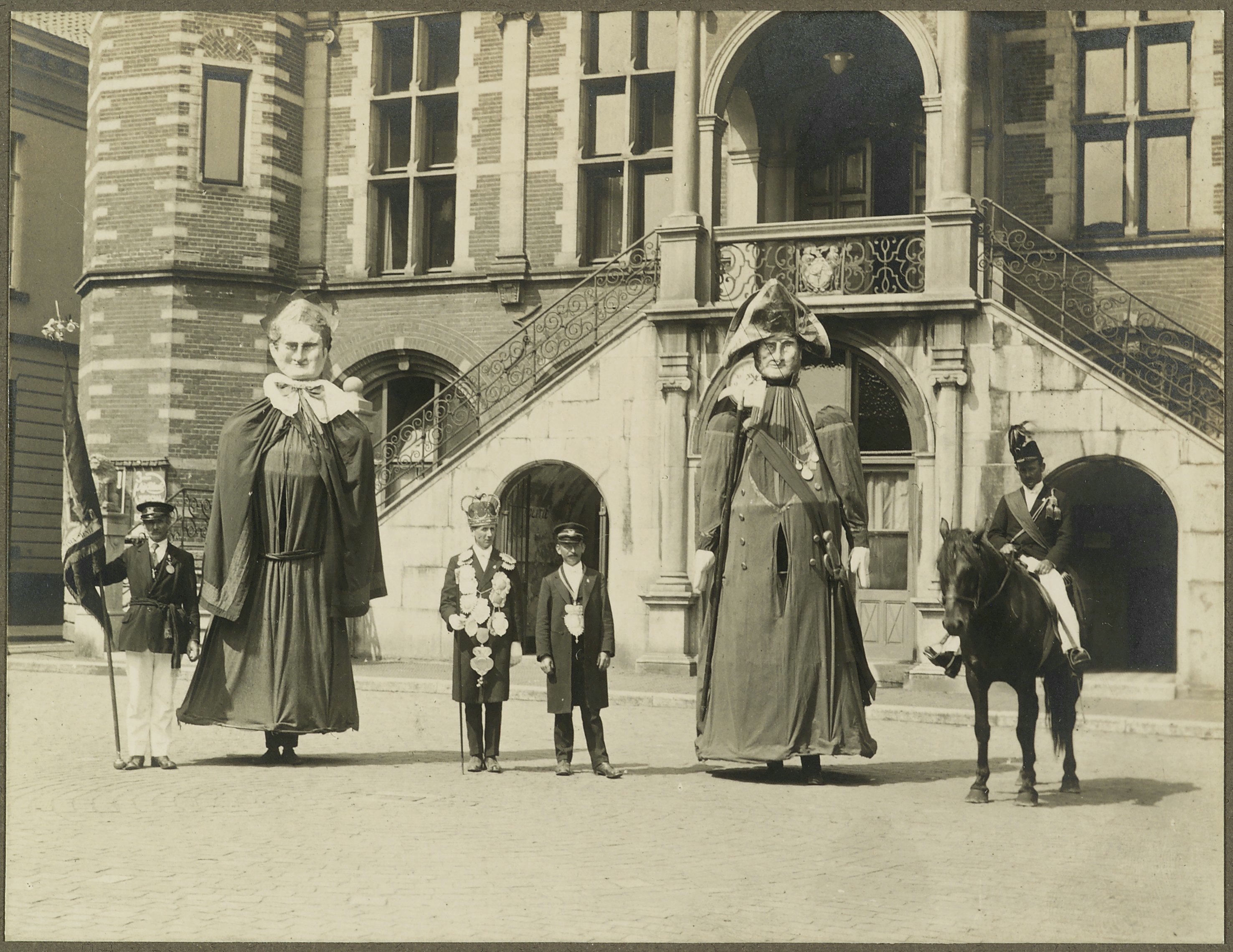
Valuas en Guntrud voor het stadhuis van Venlo (ongedateerde foto)

Bructer Valuas of kortweg Valuas (Venloos: Flujas) is een fictieve hoofdman van de Bructeren, uitsluitend bekend van een volksverhaal uit Venlo (Limburg). De naam zou een verbastering kunnen zijn van Goliath.

## Verhaal
Nadat omstreeks 1740 de bisschop van Roermond verboden had om de reuzenpoppen van Goliath (en zijn vrouw) in de Venlose processies mee te laten lopen, werd een alternatief verhaal verzonnen waarin Goliath werd omgetoverd tot de 'legendarische' Valuas, getrouwd met Guntrud. 
Valuas (in het Venlose dialect Flujas) is in het verhaal een legeraanvoerder van de Germaanse stam der Bructeren die in 96 na Christus na een verloren veldslag met de naburige stam Chamaven (zie Tacitus) met zijn getrouwen van het Teutoburger Woud in Zuidwestelijke richting is gevlucht naar een vruchtbaar stuk grond aan de Maas. Daar liet hij hutten bouwen en een burcht die hij Venlo noemde, hetgeen volgens de legende hoogte in het moeras betekent.
Na hun dood werden ter ere van het stamhoofd Valuas en zijn vrouw grote houten standbeelden gemaakt, die op een nabijgelegen heuvel werden geplaatst. Hun volgelingen, de Venlonaren, zouden nog lange tijd vuren hebben laten branden bij deze standbeelden. Aan dit gebruik zou de heuvel zijn huidige naam Lichtenberg danken.
Dit verhaal is in 1754 voor het eerst opgetekend en is fictief. Het werd waarschijnlijk speciaal voor het behoud van de reuzenpoppen verzonnen. Aanvankelijk had Valuas' vrouw geen naam; de naam Guntrud is de uitkomst van een prijsvraag in de tweede helft van de 18e eeuw.

## Burcht
Volgens Lambert Keuller stichtte Valuas in 96 A.D. een burcht, die hij de Vrijburg noemde.
De burcht zou zijn gebouwd aan de huidige Oude Markt, op de zuidoosthoek waar de Houtstraat en de Jodenstraat hierop uitkomen. In dit gebied moet ook het zwaartepunt hebben gelegen van de toenmalige nederzetting. Later, in de vroege middeleeuwen, zou het kasteel zijn verdwenen. Hoewel het verhaal geen precies moment van verdwijnen noemt, zegt Keuller dat dit gebeurd zou zijn in de 9e eeuw, toen de Vikingen Noordwest-Europa plunderden.
Het verhaal over Valuas en zijn handelingen is echter fictief (zie boven) en het verhaal van Keuller is een niet serieuze bijdrage aan de vorming van een carnavaleske folklore rond de stad Venlo.

## Stadsreuzen
De reuzenpoppen worden nog steeds bij feestelijkheden door de straten van Venlo gedragen. Hoewel de naam Valuas in 1708 al eens is opgetekend, gaan de poppen pas na een publicatie over het gebruik in 1750 algemeen als de Bructer Valuas en zijn vrouw door het leven. Daarvoor werden zij eeuwenlang als de Bijbelse Goliath en zijn vrouw in de kerkelijke processie meegedragen. De bisschop van Roermond liet weten dat de versmaedelijcke poppen van Goliath en zijn vrouw moesten verdwijnen. De Venlonaren wilden dat niet en bedachten het verhaal over de hoofdman. Venlo heeft haar ontstaan dus niet aan Valuas te danken, maar Valuas zijn 'eeuwenlang' bestaan wel aan Venlo.